# A New Morning, Changing Weather
A New Morning, Changing Weather è un album in studio del gruppo musicale svedese The (International) Noise Conspiracy, pubblicato nel 2001.

## Tracce
1. A Northwest Passage – 3:55
2. Up for Sale – 3:27
3. Bigger Cages, Longer Chains – 4:21
4. Breakout 2001 – 3:43
5. A Body Treatise – 3:24
6. Born Into a Mess – 5:21
7. New Empire Blues – 3:19
8. Capitalism Stole My Virginity – 3:38
9. Last Century Promise – 6:10
10. Dead Language of Love – 4:24
11. A New Morning, Changing Weather – 4:27